# Zovax
Zovax là một chi bướm đêm thuộc họ Crambidae.